# 自怀镇
自怀镇，是中华人民共和国四川省泸州市合江县曾经下辖的一个镇。2019年12月，撤销自怀镇，将其所属行政区域划归先滩镇管辖。

## 行政区划
自怀镇撤销前下辖以下地区：
自怀社区、龙田村、天池村、桂林村、方圆村、朝阳村、文明村和显龙村。